# 布里基
51°2′26″N 33°36′0″E / 51.04056°N 33.60000°E
布里基（烏克蘭語：Бурики）是位於烏克蘭東北部的村莊，由蘇梅州科諾托普區的杜博夫亞濟夫卡市鎮負責管轄。該村處於捷爾恩河左岸，距離切爾涅恰鎮和羅曼丘科韋2公里，海拔高度164米，2001年人口152。